# Jaroszlav
A Jaroszlav, történelmi nevek esetében gyakran Jaroszláv, nyugati szláv nyelvekben latin betűs írással Jaroslav, vagy Jarosław ősi szláv keresztnév. Női változata a Jaroszlava. Oroszországban, Ukrajnában, Csehországban, Lengyelországban és Szlovákiában elterjedt keresztnév. A Jaroszlav névből ered az oroszországi Jaroszlavl város elnevezése, valamint ezt a nevet viseli Jarosław lengyel város is.

## Névalakok
- Яраслаў (Jaroszlav) – belarusz
- Jaroslav – bosnyák, cseh, horvát, szlovák, szlovén
- Ярослав (Jaroszlav) – bolgár, orosz, ukrán
- Jarosław – lengyel
- Јарослав – szerb

## Uralkodók
- I. Jaroszláv vagy Bölcs Jaroszláv kijevi nagyfejedelem (978–1054)
- II. Jaroszláv kijevi nagyfejedelem (meghalt: 1180)
- III. Jaroszláv kijevi fejedelem (II. Jaroszlávként Vlagyimir fejedelme; 1191–1246)